# 原昂史
原 昂史 (はら たかし、Takashi Hara、1984年12月17日 - ) は、日本の俳優、映画監督、プロデューサー、武術家、講師。

## 来歴
幼少期から剣道を学んでおり、他にも和太鼓、中国武術、太極拳、形意拳を得意とする。
2009年、名城大学農学部を卒業後、上京し劇団ひまわり俳優養成所にて演技、ボイストレーニング、歌、バレエ、日本舞踊、武道などを学ぶ。 
2015年には、中国の曲阜少林武術学校で中国伝統武術を学ぶ。帰国後、東京都大田区武術太極拳大会にて武器術で優勝。
2016年、原はオーストラリアのシドニーに移住し、活動の場を海外に移した。その後は主にアクション映画の出演、制作を行なっている。

## 活動
- 原は現在、地域社会における文化的に多様な人々を代表する、オーストラリアの映画制作会社Phoenix Eye Pty Ltdのクリエイティブプロデューサーの1人として、マリア・トランとともに活動中。[4]彼は、オーストラリア政府厚生局Cancer Institute NSWに委託され制作したウェブドラマシリーズ「Breathless」[5]、新聞社のシドニー・モーニング・ヘラルドとの共同制作映画「My Mother, The Action Star」[6][7]、NGOのDiversity Arts AustraliaによるStopAsian Hateプロジェクトの一環として制作された「Operation Kung Flu」などをプロデュースした。[8][9][10][11][12][13]
- 自身の主演監督作品、映画「Obsidian」を製作。[14]2021年、この映画で原は各国際映画祭で最優秀男優賞、最優秀編集賞、最優秀スリラー賞、最優秀SF映画賞を受賞。[15] 現在、アクション長編映画の「Echo 8」を製作中。[16]

- 2021年、原は国立パラマッタ劇場で舞台プロジェクト「HARU ＆ Haru はるとハル」とPYTフェアフィールド劇場の「Action Star」制作に参加。[17] [18]同年、彼の業績が認められ、シアターネットワークオーストラリア（TNA）から助成金を授与された。[19]

- 2020年-2021年、原はオーストラリアのラジオ放送局、SBS日本語にてセグメントを担当していた。[20]

- 2020年、原はマリア・トランと演技スクールの「Acting For Mindfulness（AFM）」を設立。[21]
- 2021年、原は日豪若手対話（AJYD）2021の代表に選ばれ、日豪関係に貢献するアーティストとして参加。[22]

## 出演

### 映画
- Head Above Water (2018年、豪州制作)- Japanese News Anchor 役
- パシフィック・リム: アップライジング(2018年、米映画)- PPDC Officer 役
- Daily Bread (2018年、豪州制作）-Japanese Soldier 役
- Toni Fitzgerald's Cult Following (2019年、豪州制作）-Edwina Eldon's Goon 役
- Tabernacle 101(2019年、豪州制作）-Tourist 役
- Tiger Cop: Toilet Paper Hero (2020年、豪州制作）-トイレットペーパー・バンディット役[23][24][25]
- My Mother, the Action Star (2020年、豪州制作）-プロデューサー[7]
- Operation Kung Flu　(2021年、豪州制作）- ハル 役、プロデューサー、編集[10][11][12][13]
- Centrestage! (2021年、豪州制作）- Akira 役
- Obsidian (2021年、豪州制作）- Liam 役、監督、プロデューサー[14][15]
- Echo 8 (2022年、豪州制作）- Agent 5 役、監督、プロデューサー[16]

### テレビドラマ
- How to write your soul (2018年、豪州制作）- Jin 役
- Breathless (2019年、豪州制作）- Anthony 役、プロデューサー[5]
- Ayotti (2021年、豪州・バングラデッシュ共同制作）- Kojiro Sato 役、アクション振り付け[26]

### 舞台
- Sex, Drugs and Pork Rolls (2020年、UTP劇場、リバーサイドシアター、豪州制作）- プロダクション・マネージャー[27]
- Action Star (2021年、PYTフェアフィールド劇場、豪州制作）-アソシエイト・アーティスト[18]
- HARU & Haru はるとハル (2021年、国立パラマッタ劇場、豪州制作）-ハル 役、プロデューサー、脚本[17]

### 広告
- FOXTEL（2016年 - ）Japanese Make up artist 役
- Macquarie Bank （2016年 - ）
- レクサス　(2017年 - ）
- Rugby Union 2017 Promo FOX SPORTS (2017年 - ）
- カンタス航空 (2017年 - ）
- Telstra (2017年 - ）
- Business Council Australia (2018年 - ）Morning man 役
- ハイネケン (2018年 - ）
- EasyBet (2018年 - ）
- ブロスタ BRAWL STARS (2020年 - ）

## 受賞
- WIFT V-FEST - Women's Film Festival　(2021年、 オーストラリア）-最優秀ドキュメンタリー賞『My Mother, The Action Star』[7]

- Vesuvius International Film Festival　（2021年、イタリア）-最優秀スリラー短編映画賞『Obsidian』[15]
- Monthly Indie Shorts （2021年、アメリカ）-最優秀男優賞、最優秀編集賞『Obsidian』[15]
- Accord Cine Fest　 (2021年、インド）-最優秀アクション短編賞『Obsidian』[15]
- Nicomedia International Bi-Monthly Film Awards　(2021年、トルコ) - 最優秀SF映画賞『Obsidian』[28]
- Made In The West Film Festival　（2021年、オーストラリア）-最優秀編集賞、最優秀作曲賞『Operation Kung Flu』[29]